# Rigestan
Il Rigestan, noto anche come Registan (in persiano «Paese delle sabbie»), è un arido altopiano dell'Afghanistan sud-orientale. 
Il Rigestan è, per grande parte, un deserto di sabbia con creste e piccole colline isolate di sabbie rosse. Le creste di sabbia e le dune, che possono raggiungere altezze di 15–30 m, si alternano a distese coperte di sabbia spazzate dal vento, prive di vegetazione e ricoperte, in alcune zone, da ghiaia e creta. 
Nella lingua locale il Rigestan è spesso chiamato chol («deserto»). Alcune quantità di gesso vengono estratte a Galeh Chad, mentre nomadi beluci e pashtun, mandriani di pecore, capre e cammelli, utilizzano settori del Rigestan nei pressi dei fiumi Helmand e Arghandab come pascoli invernali.
Nel 1993 parte dell'altopiano, di 30 000 km², è stata decretata Important Bird and Biodiversity Area da BirdLife International.